# Mario García Pizarraya
Mario García Pizarraya (Sevilla, 22 de juny de 1986) és un futbolista andalús, que ocupa la posició de migcampista.

## Trajectòria
Format al planter del Sevilla FC, arriba a jugar amb l'equip B. Posteriorment milita en equips com el Bollullos, l'Atlético de Madrid C i el Puerto Real. D'aquest club gadità passa a les files del Recreativo de Huelva, que l'incorpora al seu filial. La temporada 08/09, però, debuta a la màxima categoria amb el primer conjunt onubenc, disputant dos partits.
No té continuïtat a Huelva i a la campanya següent recala a l'Écija Balompié.